# Де Бур, Йоханна
Йоханна Якоба де Бур (нидерл. Johanna Jacoba de Boer, 6 января 1901 — 7 августа 1984) — нидерландская фехтовальщица-рапиристка, призёр чемпионата мира.

## Биография
Родилась в 1901 году в Амстердаме. В 1924 году приняла участие в Олимпийских играх в Париже, но наград не завоевала. В 1928 году на Олимпийских играх в Амстердаме заняла 8-е место в личном первенстве на рапирах. В 1929 году завоевала серебряную медаль международного чемпионата (в 1937 году этот турнир был задним числом признан чемпионатом мира). В 1932 году на Олимпийских играх в Лос-Анджелесе заняла 6-е место.